# Yamen
Een yamen was een gebouwencomplex in China waar de lokale keizerlijke mandarijn, een bestuursambtenaar, werkte en woonde. In 1912, toen republiek China werd gesticht, werden alle yamens in het land buiten functie gesteld. Elke ommuurde stad in China had vroeger een yamen. In de yamen werden vonnissen uitgesproken door de lokale mandarijn die ook als rechter diende voor het gewone volk. In de yamen waren ook vele ambtenaren van het rijk aanwezig die een functie hadden die we kunnen omschrijven als een soort politieagent. Deze ambtenaren moesten dieven vangen en de orde in de stad handhaven.
Als mensen aangifte wilden doen, moesten ze naar de lokale yamen. Bij de yamen aangekomen, moest men op de grote trommel die bij de ingang van de yamen stond, slaan. Mandarijnen moesten de jure de hele dag beschikbaar zijn voor het volk. Maar in feite was dat niet zo. De mandarijn kreeg meestal te maken met diefstalzaken.
Yamengebouwen kunnen we tot heden nog in volksrepubliek China, republiek China (Taiwan), Hongkong en Macau terugvinden. De enige yamen van Brits-Hongkong was die in Kowloon Walled City. In Peking waren yamens te vinden die een nationale taak hadden in plaats van een lokale. Een voorbeeld is de Zhongli Yamen die ging over de buitenlandse zaken van het Qing-Chinese keizerrijk.
In Chinese kostuumdramaseries en films over China vóór 1912 kunnen we zien dat de yamen een belangrijke rol speelde in het dagelijks leven van de stadsmensen.